# 838 Seraphina
Seraphina (asteróide 838) é um asteróide da cintura principal com um diâmetro de 59,81 quilómetros, a 2,5034699 UA. Possui uma excentricidade de 0,1358209 e um período orbital de 1 800,96 dias (4,93 anos).
Seraphina tem uma velocidade orbital média de 17,49941131 km/s e uma inclinação de 10,41467º.
Esse asteróide foi descoberto em 24 de Setembro de 1916 por Max Wolf.